# 塔奇拉毛口鯰
塔奇拉毛口鯰，為輻鰭魚綱鯰形目甲鯰科的其中一種，為熱帶淡水魚，分布於南美洲馬拉開波湖流域，體長可達8.7公分，棲息在底層水域，生活習性不明。

## 扩展阅读
維基物種上的相關：塔奇拉毛口鯰